# Valeri Rozov
Pour les articles homonymes, voir Rozov.
Valeri Rozov (en russe : Валерий Владимирович Розов, Valeri Vladimirovitch Rozov) est un base-jumper soviétique puis russe, né le 26 décembre 1964 à Gorki (RSFSR) et mort le 11 novembre 2017 près de l'Ama Dablam dans le Khumbu (Népal).
Il a réalisé plus de 8 000 sauts en BASE jump.
Il est mort des suites d'un accident.

## Réalisations
- Premier base-jump connu en wingsuit du mont Blanc[3] ;
- En 2010, il participe à une expédition de base-jump en Antarctique. Il réalise un base-jump du mont Ulvetanna à 2 931 m d'altitude en Antarctique[4]
- base-jump dans un volcan actif du Kamtchatka[2] ;
- base-jump depuis l'Elbrouz[4] ;
- base-jump depuis le Shivling à 6 420 m d'altitude dans l'Himalaya indien[5].
- En 2013, base-jump depuis le sommet de la face nord de l'Everest à 7 720 m d'altitude [6].
- En 2017, il réalise un saut en base-jump avec wingsuit depuis le sommet du Cho-Oyu à 7 700m (record mondial d'altitude pour un saut en base-jump)[7].